# Avec moi (Emma Muscat)
Avec moi è un singolo della cantautrice maltese Emma Muscat, in collaborazione con il rapper italiano Biondo, pubblicato il 26 aprile 2019.

## Video musicale
Il video musicale, diretto da Mavericks Directors, è stato pubblicato il 3 maggio 2019 attraverso il canale YouTube della Warner Music Italy.

## Tracce
Testi di Emma Louise Marie Muscat, Francesco Sponta, Marco Canigiula e Simone Baldasseroni, musiche di Emma Louise Marie Muscat, Francesco Sponta, Marco Canigiula, Marco Di Martino e Simone Baldasseroni.
1. Avec moi (feat. Biondo) – 2:58

## Classifiche
| Classifica (2019) | Posizione massima |
| ----------------- | ----------------- |
| Italia            | 81                |